# Asura ocellata
Asura ocellata là một loài bướm đêm thuộc phân họ Arctiinae, họ Erebidae.